# St. Gerold
St. Gerold, Sankt Gerold – gmina w Austrii, w kraju związkowym Vorarlberg, w powiecie Bludenz. Według Austriackiego Urzędu Statystycznego liczyła 356 mieszkańców (1 stycznia 2015).